# Oficir s ružom
Oficir s ružom (en croat, Oficial amb rosa) és una pel·lícula iugoslava en croat del 1987 escrita i dirigida per Dejan Šorak.

## Trama
L'acció de la pel·lícula té lloc l'any 1945 a Zagreb immediatament després de la Segona Guerra Mundial. La jove vídua Matilda Ivančić va ser acusada de col·laborar amb els nazis i va ser condemnada a treballs forçats. L'oficial partisà Petar Horvath s'assabenta que el seu marit, l'enginyer Neven Ivančić, treballava per als partisans i que la Gestapo el va matar. En Petar i la Matilda s'enamoren l'un de l'altre, i aleshores apareix Ljiljana Matić, una noia de poble ingènua i sense educació, com a núvia de Petar. Petar mor a causa de la gelosia i una combinació de circumstàncies, i les dues noies romanen soles.

## Repartiment
- Žarko Laušević - Petar Horvat
- Ksenija Pajić - Matilda Ivančić
- Dragana Mrkić - Ljiljana
- Vicko Ruić -Mate Mrkić
- Zvonimir Torjanac - Stipe
- Lena Politeo -Službenica
- Vida Jerman

## Premis
La pel·lícula va guanyar dos premis: Žarko Laušević va guanyar el premi al millor actor al Festival de Pula el 1987, i el guionista Dejan Šorak va guanyar el Golden Arena al millor guió. També va guanyar la menció a la millor actriu a la VIII edició de la Mostra de València